# チャールズ・フィッツジェラルド (初代レカール男爵)
初代レカール男爵チャールズ・ジェームズ・フィッツジェラルド（英語: Charles James FitzGerald, 1st Baron Lecale PC (Ire)、1756年6月30日 – 1810年2月18日）は、アイルランド王国出身の海軍軍人、政治家。アイルランド庶民院議員、連合王国庶民院議員を務めた。

## 生涯
初代リンスター公爵ジェームズ・フィッツジェラルドと妻エミリア・メアリー（第2代リッチモンド公爵チャールズ・レノックスの娘）の三男として、1756年6月30日に生まれた。家庭教師の教育を受けた。
1772年に海軍に入り、1778年に海尉になり、1780年に大佐に昇進した。1799年2月14日に白色少将に、1801年1月1日に赤色少将に、1804年4月23日に青色中将に昇進した。
1776年から1790年までキルデア県選挙区の、1790年から1797年までキャバン・バラ選挙区の、1798年から1800年までアードフェルト選挙区の代表としてアイルランド庶民院議員を務めた。1789年から1792年までアイルランド関税委員を務めた後、1793年2月13日にアイルランド枢密院の枢密顧問官に任命された。1798年、ダウン県長官を務めた。
議会で1800年合同法を支持した褒賞として、1800年12月27日、アイルランド貴族であるダウン県アードグラスにおけるレカール男爵に叙された。男爵となったフィッツジェラルドは直ちに首相小ピットに連合王国議会入り（庶民院議員への当選）を申請し、連合王国貴族への叙爵も申請しようとしたが、その矢先に小ピットが辞任した。レカール男爵は小ピットの許可がない限り、後任の首相ヘンリー・アディントンへの申請はしないと約束した。
以降もアイルランド貴族代表議員への就任を望むなど官職探しに勤しんだが、1806年に小ピットが死去したときまでに成功することはなく、同年に成立したホイッグ党に申請してようやく1807年1月にアランデル選挙区の補欠選挙で当選した。同年5月の総選挙では第二次ポートランド公爵内閣への支持を表明したため、アランデルで後援を受けられず、レカール男爵はわずか4か月で議席を失うこととなった。以降も議会入りを目指したが、前述の補欠選挙を含め多くの支出により、借金が重なっており、選挙資金の捻出が困難だった。そして、1809年9月にはアイルランド総督のリッチモンド公爵に「レカール卿はあらゆる官職に志願したが、あらゆる官職に不適格である」と評されるに至った。
1810年2月18日にアードグラス城で死去した。嫡子がおらず、爵位は1代で廃絶した。

## 家族
1808年7月18日、ジュリア・カートン（Julia Carton、1779年ごろ – 1844年5月6日、トマス・カートンの未亡人）と結婚したが、2人の間に子供はいなかった。